# Université catholique de Louvain

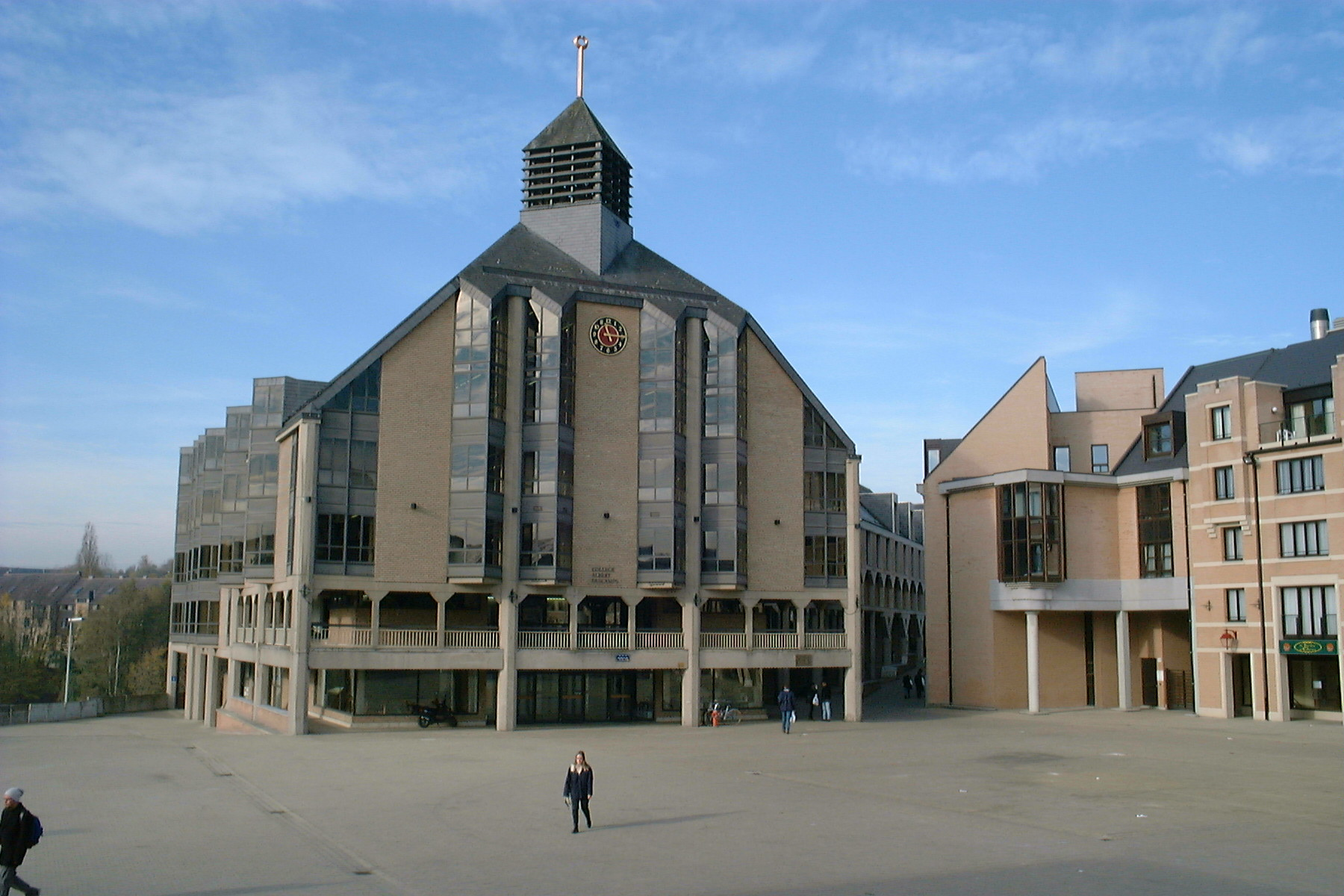
En av universitetets byggnader

Université catholique de Louvain (UCLouvain), Katolska universitetet i Louvain, är ett universitet som med sin huvuddel är beläget i Louvain-la-Neuve i kommunen Ottignies-Louvain-la-Neuve i Belgien.
Universitetet har sin bakgrund i det år 1425 grundade Katolska universitetet i Leuven/Louvain, som efter språkstrider delades upp i två fristående universitet: det franskspråkiga Université catholique de Louvain och det nederländskspråkiga Katholieke Universiteit Leuven.
Efter att 1834 ha återbildats bedrev det tidigare universitetet undervisning dels på latin och dels på franska. Mot slutet av 1800-talet hade det blivit ett rent franskspråkigt lärosäte, trots att det var beläget i Flandern, en nederländsktalande del av Belgien. Undervisning på nederländska vid universitet förekom först 1930.
Belgiska konstitutionella reformer som syftade till att göra nederländskan helt likställd med franskan ledde 1962 till att den franskspråkiga respektive den nederländskspråkiga delen av universitetet fick långtgående autonomi inom en gemensam universitetsförvaltning. Efter fortsatta språkstrider, missnöje från flamländska politiker över det franskspråkiga universitetets närvaro i Flandern, och studentprotester blev lösningen att dela universitetet i två, och flytta den franskspråkiga delen till Vallonien. Beslutet fattades i juni 1968, och den administrativa uppdelningen var fullt genomförd 1970. Katholieke Universiteit Leuven fick stanna kvar på universitetets historiska campus i Leuven, medan UCLouvain flyttades till ett helt nyanlagt campus i Louvain-la-Neuve ("Nya Louvain") 20 km sydost om Bryssel, i den blivande provinsen Vallonska Brabant. Byggandet av det nya campuset påbörjades 1971, och det stod helt klart 1979.
Huvuddelen av medicinska fakulteten flyttade dock till Bryssel, där UCLouvain har ett universitetssjukhus i form av Cliniques universitaires Saint-Luc (universitetskliniken St-Luc). Fakulteten och kliniken är belägen i kommunen Woluwe-Saint-Lambert i Bryssels östra del.
UCLouvain har ett nära samarbete med tre mindre katolska högskolor, Facultés Universitaires Saint-Louis i Bryssel, Facultés Universitaires Catholiques de Mons i Mons och Charleroi, och Facultés universitaires Notre-Dame de la Paix i Namur. Samarbetet betecknas Académie Louvain, och avsikten är att slå samman dessa högskolor med UCLouvain, som då kommer att vara spritt över flera campus.
En av universitetets forskare, Christian de Duve, har erhållit nobelpriset, i fysiologi eller medicin 1974.
UCLouvain är medlem i Coimbragruppen.